# John H. F. Campbell
John H. F. Campbell (* 23. Juni 1936 in Dublin) ist ein irischer Diplomat.
Campbell studierte am Trinity College in Dublin und an der Yale University in New Haven, Connecticut. Im Zuge seines Studiums erhielt er einen Master of Arts.
Campbell wurde nun im diplomatischen Dienst des irischen Außenministeriums tätig. Während seiner diplomatischen Karriere war er unter anderem von 1980 bis 1983 Botschafter in der Volksrepublik China, von 1983 bis 1986 Botschafter in Deutschland, sowie von 1986 bis 1991 Botschafter bei der Europäischen Gemeinschaft und von 1991 bis 1995 Botschafter in Frankreich. Im Jahr 1995 wurde er der Ständige Vertreter Irlands bei den Vereinten Nationen in New York City. Dieses Amt bekleidete er bis 1998, als er von Richard Ryan abgelöst wurde. Im Jahr 1999 wurde Campbell irischer Botschafter in Portugal mit gleichzeitiger Akkreditierung in Brasilien und Marokko.
Campbell ist seit 1964 verheiratet. Aus der Ehe gingen zwei Kinder hervor.